# Impatto su Giove del giugno 2010
Il 3 giugno 2010, alle 20:31 UTC, si è verificato l'impatto di un meteoroide di 8–13 m di diametro su Giove.
L'impatto, verificatosi a meno di un anno dal precedente, è stato scoperto anch'esso da Anthony Wesley.

## Osservazione
Scoperto dall'astronomo amatoriale australiano Anthony Wesley, l'evento è stato confermato da Christopher Go, che è riuscito a filmarlo dalle Filippine.
L'emissione luminosa è durata solo pochi secondi (circa 2 s). L'impatto ha interessato la Banda Equatoriale Meridionale (South Equatorial Belt), a circa 50° dal meridiano centrale.
Circa trenta minuti dopo l'impatto, l'area interessata ha oltrepassato il bordo del pianeta ed è scomparsa alla vista. Alle 15:00 UTC dello stesso giorno, il sito d'impatto è entrato nel campo visivo dei grandi osservatori astronomici delle Hawaii, ma notizie in merito non sono ancora state rese note. Alle 3:30 UTC del 4 giugno è tornata visibile agli osservatori europei, che non hanno comunicato la rilevazione di macchie scure o altri segni di impatto.
L'assenza di rilevazione di segni dell'impatto permette di supporre che si sia trattato di una meteora, un piccolo oggetto esploso alto nell'atmosfera, che ha prodotto un'emissione luminosa molto intensa, pur non lasciando successivamente alcun segno visibile. Una analoga fenomenologia, infatti, è stata ripresa dalla sonda Galileo nel 1994, durante gli impatti su Giove di alcuni frammenti di piccole dimensioni della Cometa Shoemaker-Levy 9.

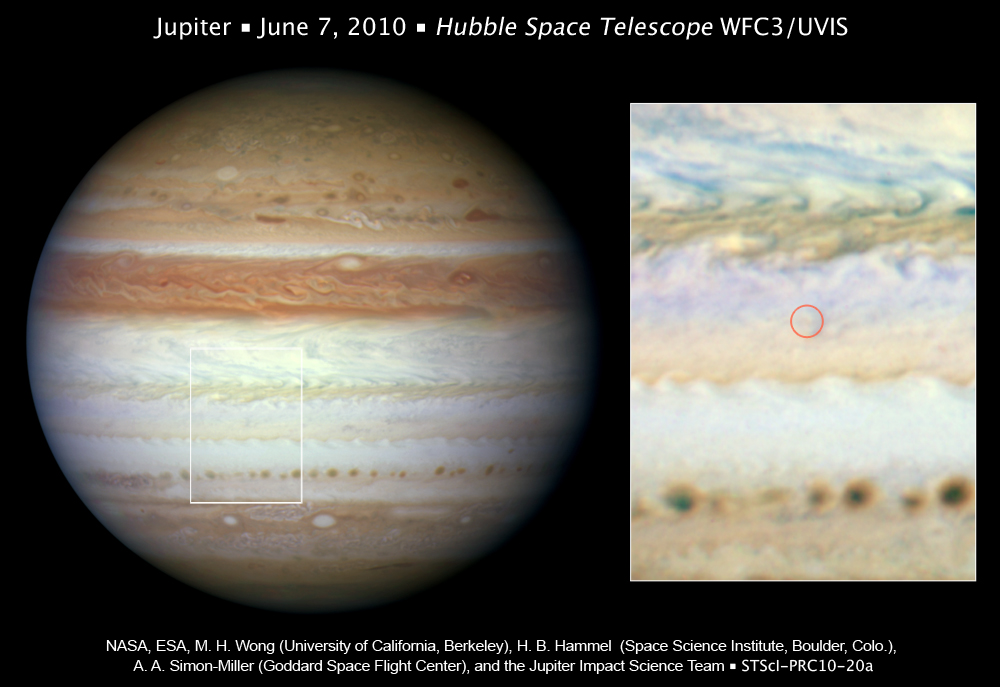
Nelle immagini riprese il 7 giugno dal Telescopio spaziale Hubble non è visibile alcuna traccia dell'impatto.

### Analisi dell'Hubble
Il 16 giugno 2010 sono state pubblicate dalla NASA le osservazioni condotte dal Jupiter Impact Science Team attraverso il telescopio spaziale Hubble.
Le immagini, risalenti al 7 giugno (tre giorni dopo l'impatto) e scattate tramite l'Hubble Wide Field Camera 3, non mostrano alcun segno di detriti nell'atmosfera di Giove. Questo significa che il meteoroide non è sceso sotto le nuvole e poi esploso, ma si è vaporizzato attraversando l'atmosfera; ciò ha causato un rapido surriscaldamento che ha permesso di vedere il flash dell'impatto, poi il materiale vaporizzato del meteoroide si è subito raffreddato e svanito in pochi secondi.